# Łukowa (województwo lubelskie)
Łukowa – wieś w Polsce, położona w województwie lubelskim, w powiecie biłgorajskim, w gminie Łukowa.
W latach 1954–1972 wieś należała i była siedzibą władz gromady Łukowa. W latach 1975–1998 miejscowość administracyjnie należała do województwa zamojskiego.
Miejscowość jest siedzibą wiejskiej gminy Łukowa oraz rzymskokatolickiej parafii Wniebowzięcia Najświętszej Maryi Panny.
Na terenie wsi utworzono cztery sołectwa: Łukowa I, Łukowa II, Łukowa III, Łukowa IV. Według Narodowego Spisu Powszechnego z roku 2011 wieś liczyła 2595 mieszkańców i była największą co do liczby ludności miejscowością gminy.

## Położenie
Wieś Łukowa leży w południowo-wschodniej części powiatu biłgorajskiego. Położona jest na Płaskowyżu Tarnogrodzkim, na skraju Puszczy Solskiej. Przez wschodnią część wsi przebiega droga wojewódzka nr 849 w relacji Józefów – Wola Obszańska. Najbliższym miastem jest Tarnogród.

## Części wsi
| SIMC    | Nazwa       | Rodzaj    |
| ------- | ----------- | --------- |
| 0894322 | Chyb        | część wsi |
| 0894339 | Kąt-Kicycha | część wsi |
| 0894345 | Łaz         | część wsi |
| 0894351 | Nowa Wieś   | część wsi |
| 0894368 | Ogrody      | część wsi |
| 0894374 | Plebania    | część wsi |
| 0894380 | Rakowiec    | część wsi |
| 0894397 | Rowy        | część wsi |
| 0894405 | Stefanowce  | część wsi |
| 0894411 | Wólka       | część wsi |

## Infrastruktura, kultura
W Łukowej znajduje się kościół Wniebowzięcia Najświętszej Maryi Panny, który jest siedzibą parafii pod tym samym wezwaniem. W Łukowej znajduje się m.in. Gminny Ośrodek Zdrowia, Gminny Ośrodek Kultury i Biblioteka Publiczna. Wieś ma wieloletnie tradycje w uprawie tytoniu Virginia.

## Historia
W 2. połowie XIV wieku ruski możnowładca Iwan Kustra założył wieś Łukowa, która w 1515 należała do grodu w Leżajsku, a później weszła w skład starostwa Zamch. W XV wieku wieś stała się siedzibą rzymskokatolickiej parafii. W 1588 Łukowa znalazła się w dobrach Jana Zamoyskiego, który przekształcił ją w ośrodek klucza Ordynacji Zamojskiej. W 1809 Łukowa została włączona do Lubelszczyzny, zrywając dotychczasowe administracyjne więzi z ziemią przemyską, a w 1867 stała się siedzibą gminy Łukowa w nowo utworzonym powiecie biłgorajskim. Podczas powstania styczniowego rejon Łukowej był terenem walk (16 kwietnia 1863).
15–16 września 1939 oraz 24 czerwca 1944 Łukowa i jej okolice stały się miejscem starć żołnierzy polskich (Armii Kraków i Batalionów Chłopskich) z hitlerowcami. Po pacyfikacji wsi, Niemcy zamordowali 13 osób, a 300 mieszkańców wywieźli do obozu w Tarnogrodzie, 24 gospodarstwa zostały spalone. W połowie 1943 roku urząd gminny trzykrotnie był niszczony przez oddział Gwardii Ludowej im. Tadeusza Kościuszki (dowódca – Grzegorz Korczyński „Grzegorz”). W nocy z 23 na 24 października 1943 r. połączone oddziały AK Włodzimierza Gasiewicza „Wara”, Edwarda Błaszczaka „Groma” i Józefa Turowskiego „Norberta” zaatakowały i zniszczyły posterunek policji ukraińskiej na służbie niemieckiej. Zginęło 12 policjantów. Zamordowano też wówczas wójta wsi (Ukraińca).

## Zabytki
Głównym zabytkiem Łukowej jest kościół parafialny pw. Wniebowzięcia Najświętszej Maryi Panny z 1881, z wyposażeniem wnętrza z poprzedniej świątyni, pochodzącej z 1677. W Łukowej znajduje się rzymskokatolicki cmentarz ze zbiorową mogiłą powstańców styczniowych i pomnikiem wzniesionym w 1938 ku ich czci. Są tu też mogiły 114 żołnierzy z 6 DP Armii Kraków poległych w bitwie pod Łukową i Podsośniną Łukowską we wrześniu 1939. Na uwagę zasługują też budynki Urzędu Gminy i aresztu gminnego pochodzące sprzed I wojny światowej (1905). Są one przykładem architektury rosyjskiej z ostatnich lat carskiego imperium. W niedalekich Osuchach znajduje się znany cmentarz partyzancki.

## Galeria

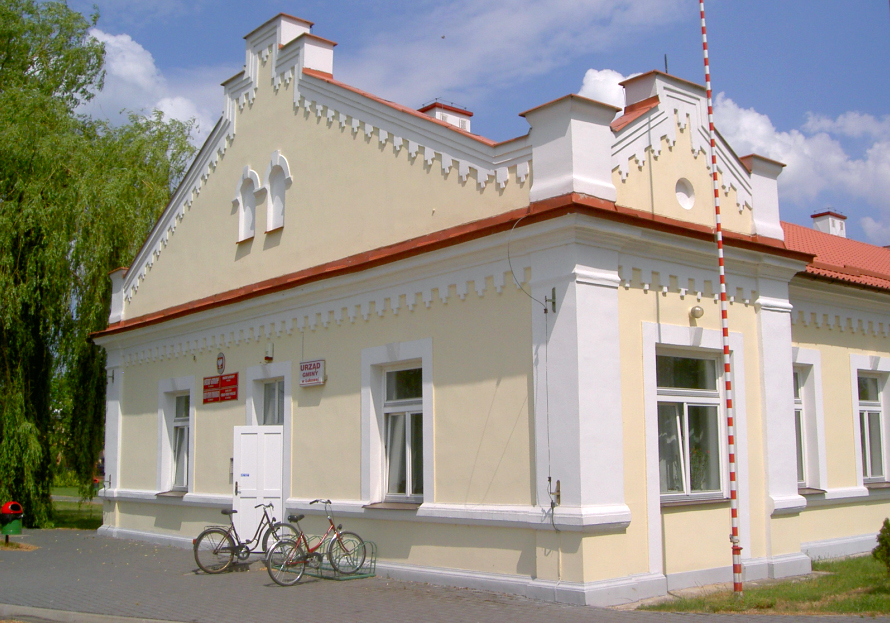
Urząd Gminy w Łukowej
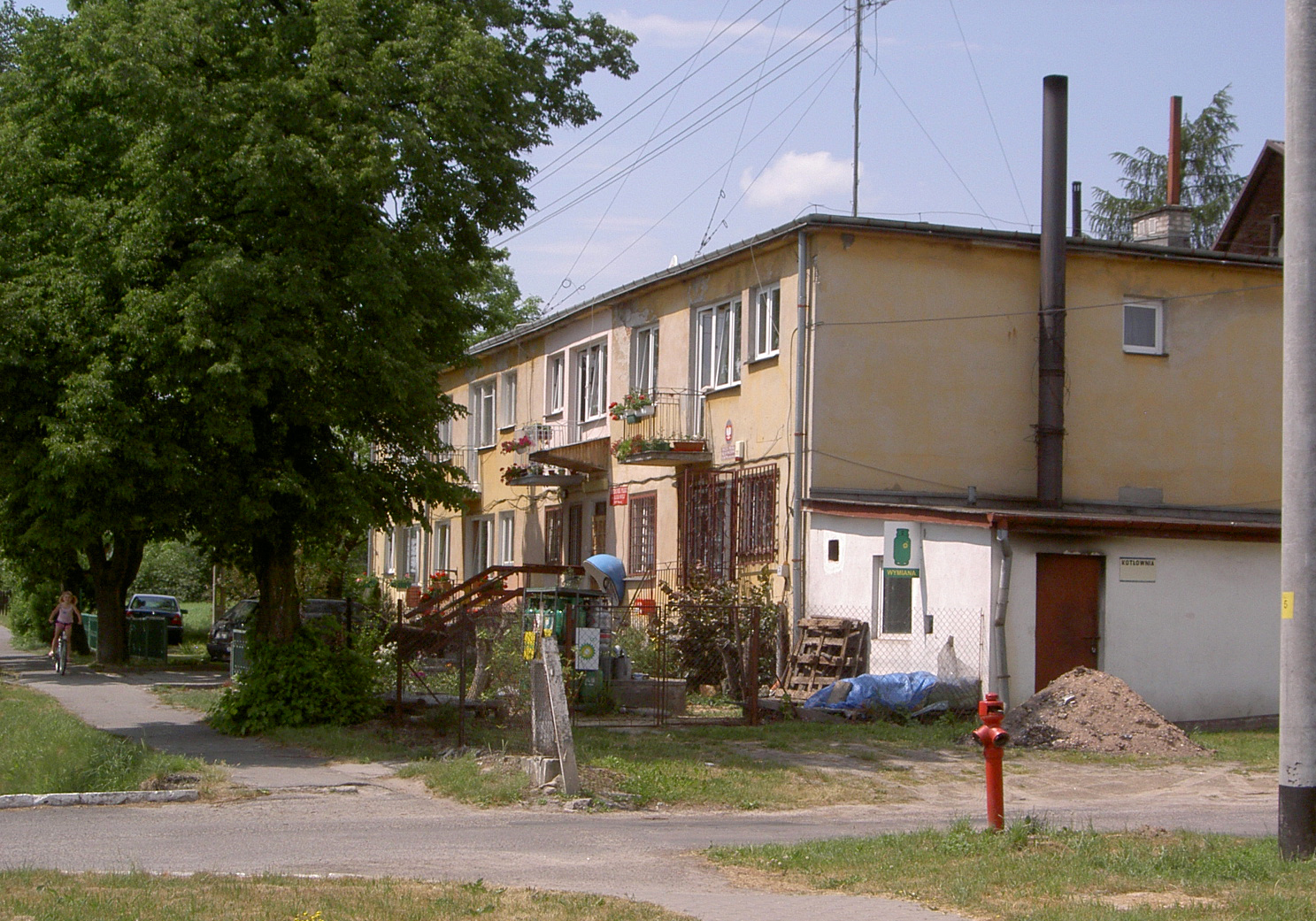
Blok mieszkalny
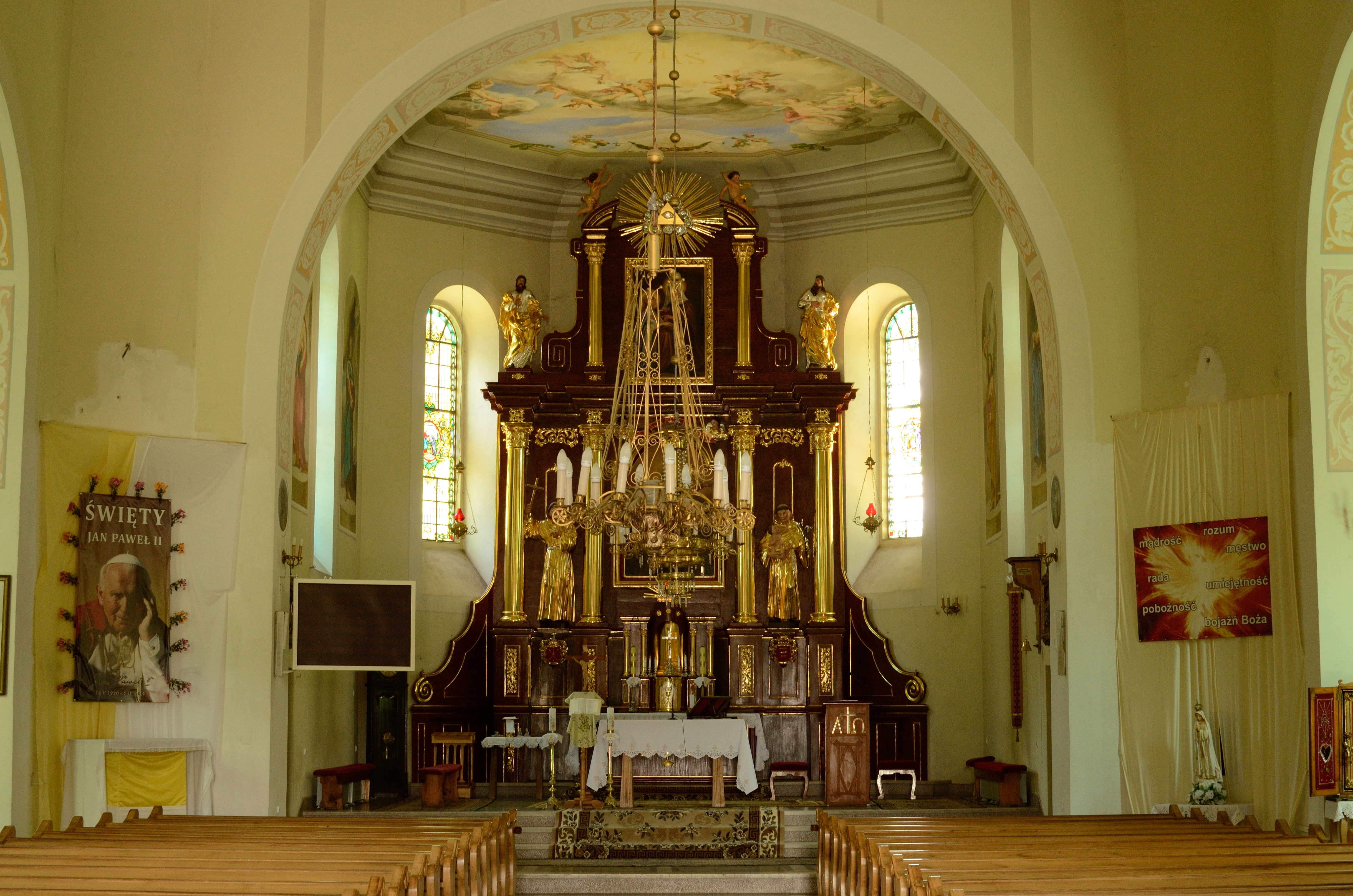
Wnętrze kościoła
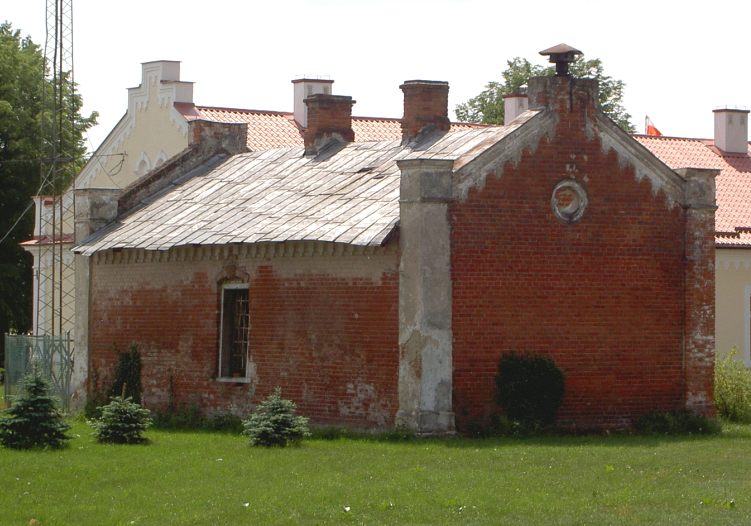
Dawny areszt
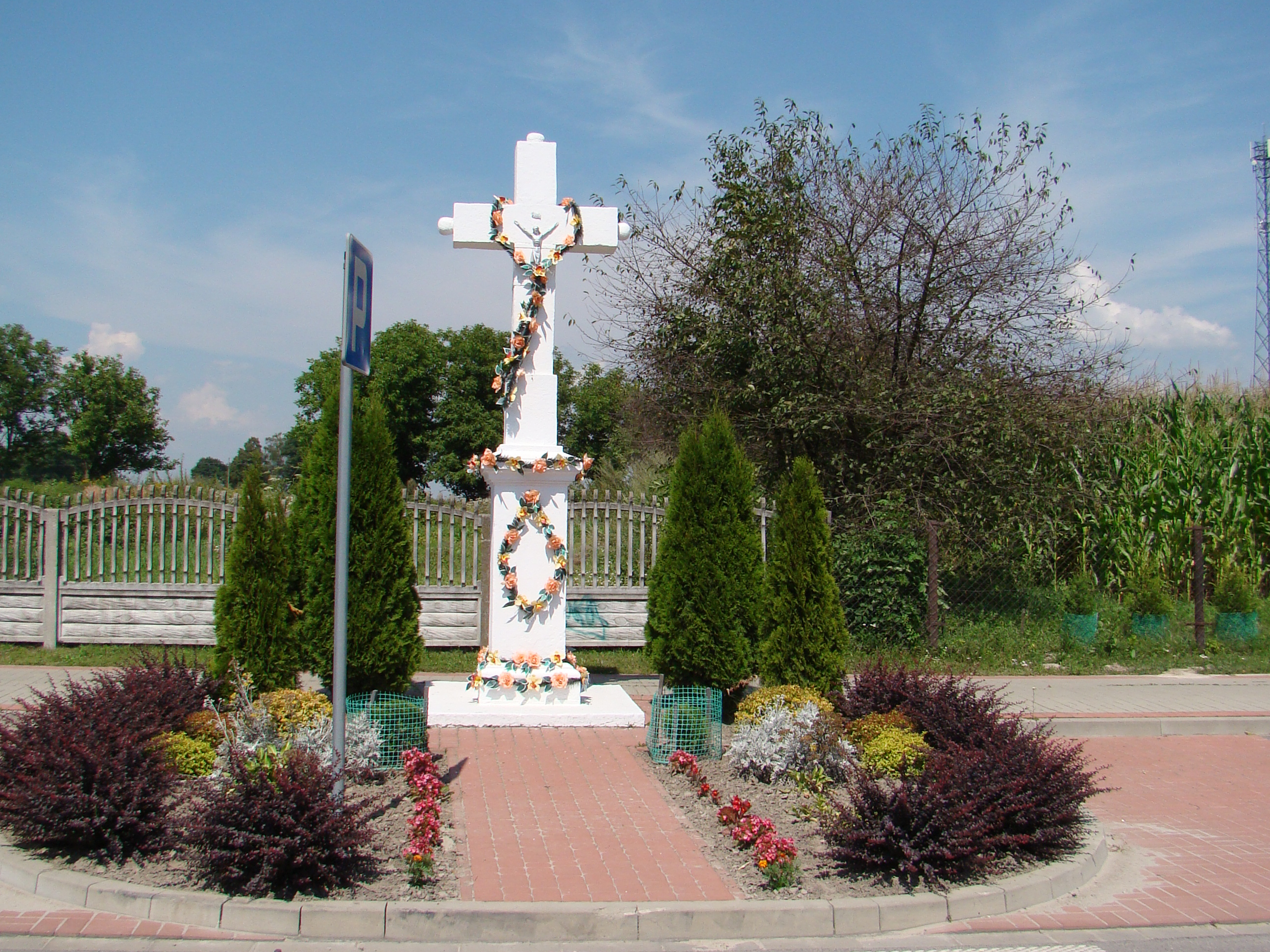
Krzyż przydrożny

## Sport
W Łukowej funkcjonuje Ludowy Klub Sportowy Victoria Łukowa/Chmielek – amatorski klub piłkarski, założony w 1977 roku, jako LZS „Victoria” Łukowa. W 1996 roku Victoria Łukowa (spadkowicz z klasy międzyokręgowej) i Chmielanka Chmielek (klasa B) połączyły się tworząc klub Victoria Łukowa/Chmielek. Obecnie drużyna seniorów gra w grupie zamojskiej klasy okręgowej. Victoria rozgrywa mecze na Stadionie Gminnym w Łukowej, o pojemności 2000 widzów.